# Leptodelphax cyclops
Leptodelphax cyclops är en insektsart som beskrevs av Haupt 1927. Leptodelphax cyclops ingår i släktet Leptodelphax och familjen sporrstritar. Inga underarter finns listade i Catalogue of Life.